# Eternal Bond
『Eternal Bond』（エターナルボンド）は、シンガーソングライター北野政則がM□K SounDs名義でリリースした1枚目のミニアルバム。『Re-love』と同時リリースされた。発売は2003年8月。規格No.GICD0002。

## 概要
初めてミニアルバムという形でリリースされた。ラブソング特集。

## 録音
前作まで使用していたPlayStation用ソフト『音楽ツクールかなでーる2』は使用しなくなり、初めて株式会社インターネットのsinger song writer 6.0でアレンジ、録音がされた。

## 収録曲
作詞:北野政則(#1~4,6,7) 北川悠仁(#4) 
作曲:北野政則(#1~3,5~7)、北川悠仁・寺岡呼人(#4)
全編曲:北野政則
1. now 〜僕は今生きている〜
『self-satisfied〜爆弾の微笑〜』収録
新しくアレンジ、レコーディングがされている。
2. 2 young stories-eb
『Re-love』収録の『2 young stories』とはアレンジと一部の歌詞が異なる。
3. M to A (Mind to Action)
4. 夕暮れどき (Limited 4 You…)
ゆずの『夕暮れ時』をカバーしている。
最後のサビを北野本人が新しく作詞をしている。
5. What should I do?
インスト曲
6. RING (Eternal Bond)
7. Dear my closest girl

| 北野政則 アルバム 年表                                                                     | 北野政則 アルバム 年表        |                  |
| ------------------------------------------------------------------------------------------ | ----------------------------- | ---------------- |
| \| "M" favorite 系 SounDs (2001年) \| Re-love Eternal Bond (2003年) \| PNK×PNK (2005年) \| |                               |                  |
| "M" favorite 系 SounDs (2001年)                                                            | Re-love Eternal Bond (2003年) | PNK×PNK (2005年) |